# Bartolomé de Alva Ixtlilxóchitl
Bartolomé de Alva fue un sacerdote secular mestizo novohispano y traductor de náhuatl.

## Familia
Alva fue uno de los hijos menores de Doña Ana Cortés Ixtlixochitl, una indígena, y su esposo, Juan Pérez de Peralta, un español. Alva puede ser el menor hijo, o pudo tener una hermana menor, pero los registros no están claros. Nació “alrededor de 1597, cerca a la época en que [su] madre heredó el cacicazgo de Teotihuacan”.
Alva era hermano menor del cronista don Fernando de Alva Ixtlilxóchitl, uno de los cronistas castizos más citados y estudiados de la Nueva España en la época colonial. El hermano Fernando ocupó puestos de autoridad dentro del gobierno colonial de la Nueva España que anteriormente estaban reservados solo para las élites españolas. Estas posiciones incluyen a la de juez gobernador de Texcoco y Chalco y la de cacique de Teotihuacán junto con otro hermano de Alva Ixtlixochitl después de la muerte de su madre, doña Ana Cortés, en 1640.

## Educación y sacerdocio
Alva recibió una licenciatura de la Universidad de México en 1622, y posteriormente, recibió una maestría. Alva fue ordenado como sacerdote católico “en un momento en que pocas personas de herencia étnica mixta alcanzaron ese estatus. La ley canónica local restringió la ordenación a solo a los puros españoles, aunque existe amplia evidencia de que esta restricción fue ignorada selectivamente en la década de 1630”.
Después de su ordenación, Alva participó en los exámenes que la Iglesia exigía para determinar la colocación de sacerdotes en puestos clericales. El tribunal consideró tanto a los resultados de sus exámenes, que indicaban que “su preparación en teología moral y la administración de los sacramentos…[era] solo moderada” que a su herencia Texcoco porque “era extremadamente competente en náhuatl.” Alva fue a un puesto secular en Zumpahuacan en 1627 y luego se trasladó a Chiapa de Mota para servicio clerical en 1631.

## Obras

### Confesionario
En 1634, Alva escribió y publicó un confesionario en idioma náhuatl, Confessionario Mayor, y Menor en Lengva Mexicana, para uso de los sacerdotes que administran la confesión a los nahuas . Si se usa según lo previsto, este libro es un guion del sacramento católico de la confesión entre un confesante nahua, la persona que busca perdón por sus pecados del confesar, y un confesor de habla hispana, el sacerdote que escucha la confesión. El Confessionario está escrito como una conversación paralela en español y en náhuatl dentro de la cual Alva condensa las enseñanzas de la Iglesia Católica en las líneas del sacerdote y los pecados de la población nativa colectiva en las respuestas escritas del participante nahua.

### Tres traducciones de obras de teatro españolas
Entre 1640 y 1641 Alva tradujo tres obras de teatro españolas al náhuatl. Tradujo obras de teatro que abarcan diferentes épocas del Siglo de Oro español :

### Contribución a la obra de Horaicio Carochi
Alva contribuyó significativamente a la gramática del náhuatl de Horacio Carochi, Arte de la lengua mexicana , publicada en 1645. Alva fue un examinador que escribió una de las cartas de la Inquisición aprobando que el libro, producido después de años de estudio, fuera publicado. En su aprobación Alva escribe que "el autor, a fuerza de estudio, ha alcanzado la capacidad de explicar magistralmente lo que los propios indígenas, el mexicano [los nahuas] y los otomí, aunque alcanzan a comprenderlo, difícilmente logran expresar.”  Las traducciones de Alva de tres obras de teatro españolas del Siglo de Oro forman una parte clave de la base lingüística en la que se basa Carochi en el Arte .